# BBC Частная жизнь шедевров
«Частная жизнь шедевров» — документальный сериал BBC об искусстве, в котором рассказывается о великих произведениях искусства; 29 эпизодов сериала транслировались на BBC Two, начиная с 8 декабря 2001 года по 25 декабря 2010 года. Изначально он планировался как пять сезонов с 8 декабря по 17 апреля 2006 года, в общей сложности 22 эпизода; каждый эпизод продолжительностью 50 минут. Бокс-сет из семи DVD первых пяти сезонов был выпущен в 2007 году, в котором документальные фильмы переориентировались в жанр истории искусства. В период с 24 декабря 2006 года по 25 декабря 2010 года транслировались ещё семь эпизодов. Сериал широко транслировался по всему миру, часто переводился на иностранные языки. Оригинальное повествование озвучил актёр Сэмюэл Уэст. Произведения искусства представлены в спектре от «Давида» Микеланджело в первом эпизоде до «Мистического Рождества» Филиппо Липпи — в последнем.
Сериал был выпущен независимой телекомпанией Fulmar Television & Film, расположенной в Кардиффе. Продюсером сериала, который также разработал концепцию передачи, был Джереми Баглер.
Сериал получил высокую оценку телевизионного критика «The Times» Дэвида Чейтера, который внёс его в «Топ-50 телевизионных шоу нулевых» с позицией 30.

## Список эпизодов
Сезон 1 (2001)
- Микеланджело: «Давид»
- Эдвард Мунк: «Крик»

Сезон 2 (2002)
- Эдуард Мане: «Завтрак на траве»
- Диего Веласкес: «Венера с зеркалом»

Сезон 3 (2004)
- Огюст Роден: «Поцелуй»
- Франсиско Гойя: «Третье мая 1808 года в Мадриде»
- Пьер Огюст Ренуар: «Бал в Мулен де ла Галетт»
- Рембрандт: «Ночной дозор»
- Сандро Боттичелли: «Весна»
- Джеймс Уистлер: «Мать Уистлера»
- Винсент Ван Гог: «Подсолнухи»
- Эдгар Дега: «Маленькая четырнадцатилетняя танцовщица»
- Пабло Пикассо: «Авиньонские девицы»
- Кацусика Хокусай: «Большая волна в Канагаве»

Сезон 4 (2005)
- Жорж Сёра: «Воскресный день на острове Гранд-Жатт»
- Густав Климт: «Поцелуй»
- Эжен Делакруа: «Свобода, ведущая народ»
- Ян Вермеер: «Аллегория Живописи»
- Паоло Уччелло: «Битва при Сан-Романо»

Сезон 5 (2006)
- Леонардо да Винчи: «Тайная вечеря»
- Сальвадор Дали: «Христос Святого Иоанна Креста»
- Пьеро делла Франческа: «Воскресение Христа»

Частная жизнь рождественских шедевров (2006)
- Ян Ван Эйк: «Благовещение»
- Питер Брейгель: «Перепись в Вифлееме»
- Поль Гоген: «Сын божий»

Частная жизнь пасхальных шедевров (2009)
- Караваджо: «Поцелуй Иуды»

Частная жизнь рождественских шедевров (2009)
- Сандро Боттичелли: «Мистическое Рождество»

Частная жизнь пасхальных шедевров (2010)
- Рогир ван дер Вейден: «Снятие с креста»

Частная жизнь рождественских шедевров (2010)
- Филиппо Липпи: «Мистическое Рождество»